# TIROS-7
TIROS-7 (también llamado TIROS-G o A-52) fue un satélite meteorológico estabilizado por rotación. Era el séptimo en una serie de satélites de observación infrarroja de televisión.

## Lanzamiento
TIROS-7 fue lanzado el 19 de junio de 1963, por un cohete Thor-Delta de la Estación de la Fuerza Aérea de Cabo Cañaveral, Florida, Estados Unidos. La nave espacial funcionó nominalmente hasta el 3 de junio de 1968. Volvió a entrar en la atmósfera después de exactamente 26 años el 3 de junio de 1994. El satélite orbitaba la Tierra una vez cada 1 hora y 37 minutos, con una inclinación de 58,2°. Su perigeo fue de 621 kilómetros y el apogeo de 649 kilómetros.

## Misión
TIROS 7 era una nave espacial meteorológica estabilizada por rotación diseñada para probar técnicas experimentales de televisión y equipos de infrarrojos. El satélite tenía la forma de un prisma derecho de 18 lados, 107 cm de diámetro y 56 cm de alto. La parte superior y los laterales de la nave espacial estaban cubiertos con aproximadamente 9.000 células solares de silicio de 1 por 2 cm. Estaba equipado con 2 subsistemas de cámaras de televisión independientes para tomar fotografías de nubes, además de un radiómetro omnidireccional y un radiómetro de barrido de cinco canales para medir la radiación de la tierra y su atmósfera. La velocidad de giro del satélite se mantuvo entre 8 y 12 rpm mediante el uso de cinco pares diametralmente opuestos de pequeños propulsores de combustible sólido.
AEl dispositivo de control de actitud magnética permitió orientar el eje de giro del satélite dentro de 1 a 2 grados de una actitud predeterminada. El sistema de control de vuelo también optimizó el rendimiento de las células solares y las cámaras de televisión y protegió el radiómetro infrarrojo de cinco canales de la exposición prolongada a la luz solar directa. La nave espacial se desempeñó normalmente hasta el 31 de diciembre de 1965, y esporádicamente hasta el 3 de febrero de 1967. TIROS-7 fue operado por 1,5 años adicionales para recolectar datos de ingeniería. Fue desactivado el 3 de junio de 1968.
El 3 de junio de 1994, fue destruido al ser incinerado en la atmósfera de la Tierra.